# Jean-François Cirelli
Jean-François Cirelli, né le 9 juillet 1958, à Chambéry, est un haut-fonctionnaire et chef d'entreprise français. Il est l'actuel président des filiales France, Belgique et Luxembourg de la société BlackRock, leader mondial de la gestion d'actifs. 
Ancien haut-fonctionnaire, il a notamment été conseiller économique à la présidence de la République, auprès de Jacques Chirac, puis directeur adjoint du cabinet du Premier ministre Jean-Pierre Raffarin. Il a également exercé les fonctions de président-directeur général de Gaz de France ainsi que de vice-président et directeur général délégué de GDF Suez,.

## Famille et formation

### Jeunesse et formation
Né à Chambéry (Savoie) de parents hôteliers, Jean-François Cirelli s’oriente vers la fonction publique. Diplômé de l’Institut d’études politiques de Paris (1980, section Service Public) et licencié en droit, il intègre l'École nationale d'administration (promotion Léonard de Vinci 1983-1985).

## Carrière

### Fonction publique
De 1985 à 1995, il commence sa carrière à la direction du Trésor au ministère de l'Économie et des Finances. Il y est affecté comme administrateur civil.
Il est également secrétaire général du Club de Paris de 1991 à 1994, il entre à la direction du Trésor comme chef du bureau financier en 1994.
De 1995 à 2002, il est conseiller technique puis conseiller économique auprès du président de la République française Jacques Chirac. 
En 2002, il est nommé directeur adjoint au cabinet du Premier ministre, Jean-Pierre Raffarin, chargé des questions économiques, industrielles et sociales. Il participe à des réformes majeures, dont celle des retraites en 2003 (Loi Fillon), qui reste « son plus grand sujet de fierté ». Il occupe ce poste jusqu’en 2004.
Il est nommé en 2018 par le gouvernement au sein du Comité action publique 2022, chargé de travailler sur les réformes de l’État et sur la réforme des retraites. Il est de fait depuis 2015 président de BlackRock France, et particulièrement intéressé à ce titre au développement de retraites par capitalisation. 

### Direction d'entreprise
En septembre 2004, Jean-François Cirelli est nommé PDG de Gaz de France. Il prend la direction du groupe au moment où les marchés de l’énergie en Europe doivent s’ouvrir à la concurrence. L’ouverture à la concurrence de Gaz de France est un défi à la fois politique, industriel et social. Jean-François Cirelli réalise : ouverture du capital, cotation en bourse, séparation des activités régulées et non régulées. Il réalise également le projet de fusion avec le groupe Suez, annoncé le 25 février 2006 par le Premier ministre, Dominique de Villepin, devant aboutir à la construction d’un leader mondial de l’énergie. 
Dans le cadre de ses fonctions à la tête de Gaz de France, il réalise aux côtés de Gérard Mestrallet la fusion de l’entreprise avec Suez pour créer le groupe GDF Suez.
Le 22 juillet 2008, après la fusion entre les deux entreprises, Jean-François Cirelli devient vice-président et directeur général délégué de GDF Suez. Il dirige en outre directement, depuis le 1er janvier 2012, l’ensemble des activités Énergie de GDF Suez en Europe (approvisionnement en gaz, production électrique, gestion de l'énergie, trading, marketing et vente d'énergie aux clients), confortant ainsi sa place de numéro 2 du Groupe.

## Mandats

### Actuels et passés
- Ancien vice-président et directeur général délégué de GDF Suez du 22 juillet 2008 au 10 novembre 2014
- Ancien président du Conseil d’Administration du groupe belge Electrabel
- Administrateur de GDF Suez Énergie Services, Suez Environnement Company, Suez-Tractebel (Belgique)
- Le 30 novembre 2015, il est nommé président du fonds BlackRock France[17].

## Controverses

### Augmentation de ses revenus
Il lui a été reproché d’avoir bénéficié d’une augmentation de salaire de 180 % entre 2007 et 2008, consécutivement à la fusion entre Gaz de France et Suez. Cette décision a été prise par le conseil d’administration du nouveau groupe GDF Suez, sur proposition du comité des rémunérations. L’objectif poursuivi était de « réaligner les rémunérations des membres de la direction générale provenant de Gaz de France par rapport à celles pratiquées par Suez ». En 2007, Jean-François Cirelli avait perçu 460 000 euros au titre de ses fonctions de président-directeur général de Gaz de France, contre 1,3 million d’euros en 2008 en tant que vice-président et directeur général délégué de GDF Suez. À titre de comparaison, la rémunération de Gérard Mestrallet, alors président-directeur général de GDF Suez, s’est élevée à 3,1 millions d’euros en 2008 (en hausse de 18 % par rapport à 2007). En mars 2009, Gérard Mestrallet et Jean-François Cirelli décident de renoncer à leurs stock-options. Cette renonciation est saluée par les trois syndicats du groupe. En outre, compte tenu de la situation difficile du secteur de l’énergie en Europe, ils ont renoncé à 50 % de leur rémunération globale cible en 2013, puis à 30 % de celle-ci en 2014.

### Au sein de BlackRock
Par un décret du président de la République en date du 31 décembre 2019, et sur proposition du Premier ministre Édouard Philippe, Jean-François Cirelli est élevé au rang d’officier de la Légion d’honneur. Cette promotion, intervenant dans un contexte de manifestations contre la réforme des retraites, suscite la polémique. La société BlackRock, dont il préside les filiales française, belge et luxembourgeoise, est alors accusée de promouvoir auprès du gouvernement le régime de retraite par capitalisation, sur le modèle des fonds de pension américains. Une note rédigée par BlackRock, détaillant l’intérêt de développer l’épargne-retraite par capitalisation en France, est relayée par les critiques. Plusieurs rencontres entre le gouvernement et les dirigeants de BlackRock, déjà décriées dans un reportage diffusé par Arte en septembre 2019, sont de nouveau évoquées et alimentent les soupçons de collusion. La démission du haut-commissaire aux retraites Jean-Paul Delevoye renforce ce climat de défiance.

## Décorations et reconnaissances
Jean-Francois Cirelli est officier de l’Ordre national de la Légion d’honneur et de l’Ordre national du Mérite.